# Organisation supranationale
Pour un article plus général, voir Supranationalisme.
Une organisation supranationale  est une structure administrative qui dépasse les limites des États. Elle se différencie des organisations internationales par le fait qu'en son sein, les décisions sont prises par des institutions propres à l'organisation, et non par réunion de chefs d'État ou de leurs représentants. Une organisation supranationale est une entité nouvelle englobant plusieurs États (supra - national) et non un espace de coopération entre État (inter - national, intergouvernemental). Elle a également des compétences de législateur, ce qui n'est pas le cas d'une organisation internationale.

## Exemple d'organisation supranationale
Les États fédéraux sont des organisations supranationales. En Europe, l’Union Européenne n'est une organisation supranationale que lors de l’exercice des compétences qui lui sont attribuées par les traités.

## Organisation internationale
Une organisation internationale, tels l'Accord de libre-échange nord-américain (ALENA) ou le Marché commun du Sud (Mercosur) a des similitudes avec l'Union européenne, dans le domaine du libre échange. Comme l'UE, ce sont des espaces de marché commun, mais l'UE ne s'est pas limitée aux biens, et a bénéficié de transferts de compétences en de multiples domaines, notamment législatifs.
L'ONU n'est pas non plus une organisation supranationale, mais internationale, puisque les États coopèrent au sein d'une structure.

## Fédéralisme et confédéralisme
Une organisation internationale peut ressembler à une confédération, les deux n'ont pas de gouvernement comparable à un État, et surtout, les États membres sont souverains et l'organisation ne constitue pas un État. A contrario, une organisation supranationale est comparable à un État fédéral, tout comme pour une fédération, ce sont les lois de l'organisation supranationale qui ont la primauté sur les lois nationales, en revanche les états d'une organisation supranationale sont davantage indépendants que ceux d'une fédération, et ces derniers possèdent leurs propres nationalités ce qui n'est pas le cas dans une fédération.